# Ximun Bessonart
Pour les articles homonymes, voir Bessonart.
Pas d'image ? Cliquez ici

a Compétitions nationales et continentales officielles uniquement.

b Matchs officiels uniquement.
Dernière mise à jour le 14 avril 2025.
Ximun Bessonart, né le 15 février 1997 à Bayonne (Pyrénées-Atlantiques), est un joueur international espagnol d'origine française de rugby à XV évoluant au poste de pilier.

## Carrière

### Formation
Ximun Bessonart est issu du centre de formation du Biarritz olympique.

### En club
Ximun Bessonart évolue la majeure partie du temps avec les espoirs de Biarritz. Il compte deux feuilles de match lors de la saison 2017-2018 de Pro D2 face à l'US Oyonnax et le FC Grenoble rugby et trois feuilles lors de la saison 2019-2020 face au Stade aurillacois, l'US Montauban et Grenoble. 
En juin 2020, il rejoint le championnat de Nationale avec le Stado Tarbes Pyrénées rugby. 
Il s'engage au RC Vannes pour deux saisons en mai 2022.
En 2024, il fait son retour à Tarbes en Nationale. 

### Carrière internationale
Il participe à un stage avec l'équipe d'Espagne en février 2024 en vue de sa participation au Championnat international d'Europe.

## Palmarès
- Vainqueur du Championnat de France de 2e division en 2024 avec le RC Vannes.